# Hammam Saghir
Hammam Saghir – wieś w Syrii, w muhafazie Aleppo, w dystrykcie Manbidż. W 2004 roku liczyła 1325 mieszkańców.